# 松崎静馬
松崎 静馬（まつざき しずま、生没年不詳）は壬生浪士組、及び新選組の隊士である。松崎野馬と記された文献もある。
文久三年6月以降の入隊で、同年の八月十八日の政変に参加。以後、文献には現れず、池田屋事件の時点では確実に在隊していない。

## 消息
永倉新八が建てた板橋の石碑の中で「変死・病死」に列記されている為、在隊中に何らかの理由で死亡したと考えられる。
一説には、松山幾之助と同一人物ともいわれている。この説が真実である場合、御蔵伊勢武、荒木田左馬之助らが刺殺された直後だと考えられる。